# Santa Rosa de Lima (El Salvador)
Santa Rosa de Lima è un comune del dipartimento di La Unión, in El Salvador.

## Cultura

### Festività
La città prende il nome da santa Rosa da Lima, nata nel 1586 a Lima, in Perù. La festa si svolge durante il mese di agosto quando la città si riempie di venditori provenienti da tutto il Paese, vendendo ogni sorta di merci e cibo.

## Sport

### Calcio
Principale società calcistica cittadina è il Club Deportivo Municipal Limeño, fondata nel 1949.